# Dryotype opina
Dryotype opina là một loài bướm đêm trong họ Noctuidae.